# La Antorcha
La Antorcha fue un periódico de Buenos Aires (Argentina) de gran importancia en la divulgación del pensamiento anarquista argentino durante la década de 1920 y parte de 1930.

## Los inicios
Estaba dirigido por Rodolfo González Pacheco y Teodoro Antillí, y desde sus inicios se caracterizó por el enfrentamiento con el diario La Protesta, que durante las primeras décadas del siglo XX fue el más importante diario anarquista del país. En este sentido, no solo era una alternativa a dicho periódico, criticándole su centralización, sino que representó una corriente rival y radicalizada durante los años veinte. De esta forma, se planteaba como libertario y defensor de la organización libre y voluntaria de individuos o agrupaciones.
Surge a partir de un grupo de anarquistas que comenzaron a publicar el diario vespertino La Batalla en 1910, como parte del mismo grupo de La Protesta, y que desde 1916 se separaron de este grupo editor, tomando distancia lentamente desde ese momento hasta romper definitivamente tiempo después. Durante esos años participaron de diversas publicaciones de corta vida, como La Obra y El Libertario. Estos editores planteaban la necesidad de tomar posiciones más radicalizadas, criticando la vinculación entre la Federación Obrera Regional Argentina (FORA) y La Protesta, lo que generaba posiciones rígidas en relación con el uso de los recursos económicos relacionados con la gestión de la prensa -de la cual La Protesta era dueña- e incluso la caracterización del anarquismo. También acusaban al núcleo de editores de La Protesta de actitudes dirigentista, al centralizar posibilidades y la toma de decisiones que condicionaban el desarrollo del movimiento anarquista argentino.

## Diferencias conLa Protesta
Las diferencias con el grupo de La Protesta llegaron incluso a choques violentos y enfrentamientos armados, como en la agresión perpetrada contra las oficinas del periódico Pampa Libre, cercano al grupo de La Antorcha en la provincia de La Pampa, en el cual falleció un militante de la FORA local, colaborador de La Protesta. Otra diferencia era la postura más tolerante de La Antorcha con la violencia política practicada por algunos de los militantes anarquistas, llegando incluso a entender o comprender las acciones perpetradas por el grupo encabezado por Severino Di Giovanni. Entre estas, la voladura del consulado italiano en Buenos Aires (donde se hallaban reunidos los mejores hombres de Mussolini en Argentina), el 23 de mayo de 1928 a las 11:42, donde hubo nueve muertos y treinta y cuatro heridos. Esta acción no solo no fue rechazada por La Antorcha, sino que desde el periódico se mostró cierta ambigüedad ante la misma, a diferencia de, por ejemplo, los miembros de La Protesta. De esta forma, si bien no reivindicaban la violencia como medio e insistían en que el ideal anárquico no era violento, se sentían cercanos a quienes tenían posturas más radicalizadas. Incluso, publicaron un artículo escrito por Severino Di Giovanni en momentos en que ya era fuertemente cuestionado por gran parte del movimiento anarquista local.

## Participantes y periodistas
Si bien esta publicación esta íntimamente vinculada con el nombre de sus fundadores Rodolfo González Pacheco y Teodoro Antillí (este último moriría tempranamente a los 40 años en agosto de 1923), también participaron de La Antorcha una gran cantidad de colaboradores, como Mario Anderson Pacheco; Severiano Domínguez; Simplicio de la Fuente; Jacobo Corro; Alberto Bianchi; Anatol Gorelik; Fernando del Intento; Gastón Leval; y Horacio Badaraco, entre otros muchos.
Luego del golpe de Estado de Uriburu en el año 1930, el periódico sufrió el permanente hostigamiento del gobierno militar, e incluso los últimos números aparecieron clandestinamente. Todo esto que desembocó en su cierre definitivo el 9 de diciembre de 1932.